# Treubaria
Treubaria, rod zelenih algi smješten u vlastitu porodicu Treubariaceae, dio reda Sphaeropleales. Priznato je deset vrsta, a za dvije taksonomski status još nije točno utvrđen, to su T. elegans Hortobágyi i T. reymondii Yamagishi.

## Vrste
1. Treubaria appendiculata C.Shaji & R.J.Patel
2. Treubaria crassicornuta Z.-Y.Hu
3. Treubaria crassispina G.M.Smith
4. Treubaria globosa H.Hirose & M.Akiyama
5. Treubaria planctonica (G.M.Smith) Korshikov
6. Treubaria quadrispina (G.M.Smith) Fott & Kovácik
7. Treubaria schmidlei (Schröder) Fott & Kovácik
8. Treubaria setigera (W.Archer) G.M.Smith
9. Treubaria triappendiculata C.Bernard - tipična
10. Treubaria umbrina (G.M.Smith) Fott & Kováčik

Sinonimi:
- Treubaria euryacantha (Schmidle) Korshikov = Treubaria triappendiculata C.Bernard
- Treubaria komarekii Fott & Kovácik = Pachycladella komarekii (Fott & Kovácik) Reymond
- Treubaria limnetica (G.M.Smith) Fott & Kovácik = Treubaria schmidlei (Schröder) Fott & Kovácik
- Treubaria varia Tiffany & Ahlstrom = Treubaria schmidlei (Schröder) Fott & Kovácik